# Passo da Seigne
O passo da Seigne  é um colo (passo de montanha) a 2516 metros de altitude nos Alpes Graios, parte do maciço do Monte Branco. Marca a fronteira França-Itália entre o departamento francês da Saboia na região de Auvérnia-Ródano-Alpes da França e o vale Vény, a nordeste do Vale de Aosta na Itália.
Pode-se atingi-lo facilmente percorrendo um trilho que segue ao longo do vale Veny e passando ao refúgio Elisabetta.
O colo é um dos passados pelo Tour du Mont Blanc, o TMC, no seu percurso normal de este-oeste, ou seja pelo colo da Seigne, colo da Cruz do Bonhomme, colo do Brévent, colo do Bonhomme, colo de Balme,  colo Ferret, e colo da Forclaz.